# Giovanni Battista Calvi
Giovanni Battista Calvi, también conocido como Giovan Battista Calvi, Gianbattista Calvi o en su versión españolizada Juan Bautista Calvi, (Caravaggio, 1525 circa – Perpiñán, 1565) fue un ingeniero militar italiano al servicio de la Monarquía Hispánica durante el siglo XVI.

## Carrera profesional
A pesar de la creencia general, Calvi nació en Lombardía a principios del siglo XVI, no en Cerdeña.
Antes de entrar al servicio de la Monarquía Hispánica, trabajó como ingeniero civil en Roma, bajo la dirección de Antonio da Sangallo el Joven, en la fachada del Palacio Farnesio. Posteriormente trabajó en Siena, en la época en la que se encontraba bajo dominio español, con Diego Hurtado de Mendoza como gobernador. En 1552, fue contratado por el aún príncipe Felipe (que poco después sucedería a su padre y se convertiría en Felipe II) para fortificar las costas y fronteras españolas, inicialmente en el Rosellón.
Calvi fue el primer ingeniero que proporcionó informes completos sobre el estado de los proyectos defensivos en España y en sus posesiones norteafricanas. Además de su trabajo en la frontera franco-española, actuó en las Baleares, donde diseñó el castillo de San Felipe en la localidad menorquina de Mahón (proyecto que comenzó en 1554 y finalizó en 1558; fue uno de los primeros fuertes de España que incorporaron baluartes, y las murallas de Ibiza (desde 1555); Barcelona (donde construyó los baluartes de las Atarazanas Reales), Rosas, Cádiz (donde mejoró las murallas) o Gibraltar (donde fue el responsable de la construcción de la Muralla de Carlos V, que protegía la ciudad de incursiones desde el sur). Durante sus viajes de inspección, visitó Mazalquivir (obras de 1562 en el fuerte de Mazalquivir), Orán, Melilla, Valencia, Burgos, Medina del Campo, Valladolid o Granada.

## Relevancia
Se ha subrayado la relevancia de Calvi en la historia de la arquitectura militar en España. Se ha dicho que su obra "es la base de todo lo realizado con posterioridad en las fortificaciones de los reinos peninsulares" y que fue "uno de los mejores ingenieros del siglo XVI, el primero que planteó un plan global de defensa para la Península [Ibérica]".
Murió en Perpiñán en 1564.